# Ymeria
Ymeria denticulata
Genre
Espèce
Ymeria est un genre fossile de tétrapodes d'une souche précoce datant du Dévonien et attesté au Groenland. Il n'est représenté que par son espèce type, Ymeria denticulata.

## Présentation
Parmi les deux autres genres de tétrapodes souches du Groenland, Acanthostega et Ichthyostega, Ymeria est le plus étroitement apparenté à Ichthyostega, bien que le seul spécimen connu soit plus petit, le crâne mesurant environ 10 cm de long. Une seule interclavicule ressemble à celle d'Ichthyostega, indiquant qu’Ymeria aurait pu ressembler à ce genre au niveau du squelette post-crânien.

## Découverte et classification
Ymeria est principalement connue à partir d'un crâne holotype partiel comprenant les mâchoires inférieures et le palais, ainsi que des empreintes de la ceinture scapulaire. L'holotype provient du versant sud du mont Celsius (d) sur l'île Ymer au nord-est du Groenland. Des fossiles de tétrapodes dévoniens comme Ichthyostega sont connus de l'île Ymer depuis 1929. Le crâne d’Ymeria découvert en 1947 par une équipe de paléontologues suédois et danois. Il provenait d'une pente d'éboulis ou d'un tas de fragments de roche à la base du mont Celsius, enfermés dans un grès rouge pâle. L'origine du fossile sur la montagne n'a pas été identifiée. Il y a quatre formations préservées au mont Celsius, toutes appartenant au plus grand groupe Celsius Bjerg. Étant donné que le crâne ne peut être attribué à aucune de ces formations, son âge exact est incertain.
Le paléontologue suédois Erik Jarvik (1907-1998), membre de l'expédition de 1947, n'a pu attribuer le crâne ni à Ichthyostega ni à Acanthostega. En 1988, la paléontologue anglaise Jennifer Alice Clack (1947-2020) a été la première à proposer que le matériau représentait un troisième type de tétrapodes du Groenland, et ce en se basant principalement sur la dentition. Alors que la forme du crâne est proche d'Ichthyostega, les dents, plus petites, plus nombreuses et moins recourbées, indiquent que ces deux genres avaient une alimentation différente. L'ornementation de surface sur les os du crâne est moins prononcée, indiquant une enveloppe cutanée plus légère. 
En 2012, ces restes fossiles sont finalement attribués à un nouveau genre et une nouvelle espèce, Ymeria denticulata, par Jennifer Alice Clack, Per Erik Ahlberg, Henning Blom (d) et Sarah M. Finney (d). 
Le nom générique reprend le nom de l'île Ymer, tandis que le nom spécifique fait référence à la surface denticulée ou bosselée de la mâchoire inférieure.

## Description
Le crâne de l'holotype ne conserve que quelques os fragmentaires. Les prémaxillaires (os dentés à l'extrémité du museau) étaient présents et portaient apparemment des indentations à l'avant pour un rostral médian. Un petit os est conservé derrière le prémaxillaire droit. Cet os peut être un rostral latéral en raison de la possession d'une ligne latérale, mais sa forme ressemble plus à un tectal. Les rostrales et les tectales sont de petits os du crâne dispersés autour du museau, qui sont présents chez les poissons tétrapodomorphes mais perdus chez les vrais tétrapodes. Les deux maxillaires (os dentés sur le côté du museau) sont bien conservés, mais pas particulièrement spécialisés. Les prémaxillaires et les maxillaires portent de nombreuses dents effilées, avec environ 11 sur chaque prémaxillaire et jusqu'à 24 sur chaque maxillaire. C'est légèrement plus qu’Ichthyostega (qui en a 8–10 sur le prémaxillaire et 16–23 sur le maxillaire), et Ymeria diffère encore en ce que les plus grandes dents sont légèrement plus en avant dans le museau. Les os du palais (toit de la bouche), tels que les vomers, les palatins, les ectoptérygoïdes et les ptérygoïdes, sont mal conservés, mais similaires à ceux des autres tétrapodes souches du Dévonien (en termes de forme et de dentition) lorsqu'ils sont visibles. Un éclat d'os près de la région de la joue peut représenter un élément branchial (os branchial). Des fragments conservés de la ceinture scapulaire ressemblent à ceux d’Ichthyostega, tels que des clavicules lisses et une tige arrière pointue de l'interclavicule.
Les mâchoires inférieures étaient épaisses et bien conservées. Leur texture osseuse externe consistait en des fosses et des rainures indistinctes et peu profondes. Cela contraste avec Ichthyostega et Acanthostega, qui ont des systèmes beaucoup plus prononcés de crêtes et de fosses. La mâchoire a également une rainure de ligne latérale (principalement) ouverte sur sa surface externe. Comme les autres premiers tétrapodes et leurs proches parents, il y avait deux rangées principales de dents sur chaque mâchoire inférieure. La rangée de dents externe (marginale) était présente uniquement sur l'os dentaire, qui était étroit et présentait une alternance de régions de texture légère et absente. Il avait au plus 33 dents, dont un croc symphysaire (une dent élargie près du menton) qui n'était que légèrement plus grand que les autres dents dentaires. La rangée de dents intérieures s'étendait le long de quatre os en forme de plaque : la plaque parasymphysaire et trois os coronoïdes. La plaque parasymphysiale a une grande dent sur son bord avant, suivie d'une dent plus petite et d'un diastème (zone édentée), semblable à Ichthyostega. Environ 22 dents étaient présentes dans une rangée pratiquement ininterrompue le long des coronoïdes. Les plus grandes dents coronoïdes étaient présentes à l'avant du premier coronoïde, au milieu du second et (dans une moindre mesure) à environ un tiers le long du coronoïde arrière. Ces grandes dents ont la même taille que les dents dentaires. En revanche, même les plus grandes dents coronoïdes d'Ichthyostega sont beaucoup plus petites que les dents dentaires. Une autre caractéristique unique d'Ymeria est la présence d'un grand patch de minuscules denticules ressemblant à des dents sur l'os préarticulaire, qui se trouve directement sous la rangée de dents principale interne. Cette parcelle de denticules est inconnue chez Ichthyostega ou l'un de ses parents. Toutes les dents d’Ymeria (sur les mâchoires supérieure et inférieure) étaient pointues mais coniques, contrairement aux dents recourbées d'Ichthyostega.

## Publication originale
- (en) Jennifer A. Clack, Per E. Ahlberg, Henning Blom et Sarah M. Finney, « A new genus of Devonian tetrapod from North-East Greenland, with new information on the lower jaw of Ichthyostega », Palaeontology, Londres, Wiley-Blackwell et Palaeontological Association, vol. 55, no 1,‎ janvier 2012, p. 73-86 (ISSN 0031-0239 et 1475-4983, OCLC 44674714 et 1761779, DOI 10.1111/J.1475-4983.2011.01117.X, lire en ligne).